# وحید فاضلی
وحید فاضلی (زاده ۹ بهمن ۱۳۶۰ - تهران) بازیکن سابق و مربی فوتبال اهل ایران است. او سرمربی سابق تیم نساجی مازندران در لیگ برتر ایران بود.  وی دارای مدرک دکترای تخصصی فیزیولوژی ورزشی می‌باشد و هم‌اکنون مربی شمس آذر قزوین ایران است.

## دوران مربی گری

### نساجی مازندران
وی پس از تجربه صعود با باشگاه آلومینیوم اراک و خیبر خرم‌آباد، در سال ۱۳۹۴ به عنوان دستیار محمود فکری به مازندران آمد و به دلیل مشکلات مالی با استعفای محمود فکری از نساجی مازندران در حالی که تیم در رده چهارم جدول بود، جدا شد.

### نفت مسجدسلیمان
وی به عنوان دستیار محمود فکری به همراه نفت مسجدسلیمان سلیمان به لیگ برتر صعود کرد. سپس به شاهین بوشهر پیوستند. و سرخپوشان پاکدشت، مجدداً باشگاه آلومینیوم اراک و خوشه طلایی ساوه تجارب بعدی وی بودند.

### نساجی مازندران
در سال ۹۸ در هفته بیستم لیگ برتر محمود فکری برای دومین بار به عنوان سرمربی نساجی مازندران برگزیده شد و در کادرش وحید فاضلی را به عنوان دستیار در اختیار داشت. نساجی مازندران در ۱۰ هفته پایانی لیگ برتر نتایج فوق‌العاده ای کسب کرد در پایان لیگ محمود فکری از نساجی مازندران جدا شد و به استقلال تهران پیوست و وحید فاضلی به عنوان سرمربی نساجی مازندران منصوب گردید. وی هفته یازدهم از نساجی جدا شد.
وی بعد از جدا شدن از سرمربی گری نساجی مازندران به عنوان دستیار مهدی رحمتی به پدیده مشهد و در این تیم با نتایج سینوسی که او و مهدی رحمتی به دست آوردند پدیده لیگ را با ۳۸ امتیاز در رده نهم جدول به پایان رساند.

### تراکتور تبریز
در آبان ماه ۱۴۰۰ به عنوان دستیار زوونیمیر سولدو کروات به تراکتور تبریز پیوست.

### آلومینیوم اراک
در سال ۱۴۰۰ به عنوان دستیار مهدی رحمتی در تیم آلومینیوم اراک شروع بکار کرد و در همان فصل موفق شدند که به فینال جام حذفی راه پیدا کنند.
نساجی مازندران
بعد از جدایی از آلمینیوم اراک همراه با سید مهدی رحمتی به کادر فنی باشگاه فوتبال نساجی مازندران پیوست و خود را آماده حضور در لیگ برتر و لیگ قهرمانان آسیا کردند که هم گروه تیم پرقدرت الهلال عربستان که نیمار برزیلی و چندین ستاره گران‌قیمت را داشتند.
مس کرمان
بعد از جدایی از نساجی مازندران با پیشنهاد باشگاه فوتبال مس کرمان مواجه شد و به عنوان سرمربی این تیم معرفی شد.
هوادار
بعد از عملکرد موفق در مس کرمان و ارتقا از رتبه ۱۵ جدول به ۶ م جدول بعنوان دستیار سید مهدی رحمتی به کادر فنی هوادار در لیگ برتر اضافه شد و در پایان نیم فصل استعفا داد. 
شمس آذر قزوین
وی در ابتدای فصل ۲۰۲۴-۲۰۲۵ بعنوان سرمربی موقت این باشگاه شروع به فعالیت کرد اما پس از مدتی توافق صورت نپذیرفت و این همکاری خاتمه یافت.  در نیم فصل دوم لیگ برتر ۲۰۲۴-۲۰۲۵ به تیم شمس آذر قزوین پیوست و هم اکنون در این باشگاه مشغول فعالیت است. 